# برایان فیابما
برایان فیابما (انگلیسی: Bryan Fiabema؛ زادهٔ ۱۶ فوریهٔ ۲۰۰۳) بازیکن فوتبال اهل نروژ است.
از باشگاه‌هایی که در آن بازی کرده‌است می‌توان به باشگاه فوتبال ترومسو اشاره کرد.
وی همچنین در تیم‌های ملی پایه نروژ بازی کرده‌است.